# Jens Hjorth
Jens Hjorth (født 22. december 1964) er en dansk astronom og professor ved Niels Bohr Institutet på Københavns Universitet, der forsker i bl.a. gammaglimt, mørkt stof og mørk energi samt universets dannelse, indhold og udvikling.
Han er også leder af Dark Cosmology Centre.

## Uddannelse og karriere
Hjorth blev uddannet cand.scient. fra Aarhus Universitet i 1990, og læste herefter en Ph.D. samme sted, som han færdiggjorde i 1993. Han har været postdoc ved Institute of Astronomy ved University of Cambridge.
Han har udgivet over 250 naturvidenskabelige artikler, hvoraf 18 har været bragt i Nature og Science.
Han er medlem af Videnskabernes Selskab.

## Hæder
- 2002: Descartes-prisen
- 2004: Lundbecks Yngre Forskerpris[5]
- 2008: EliteForsk-prisen, Uddannelses- og Forskningsministeriet[6]
- 2017: Villum Kann Rasmussens Årslegat, Villum Fonden[3]